# Neimen
Neimen ist ein Ortsteil der Stadt Fröndenberg/Ruhr, Kreis Unna, mit mehr als 350 Einwohnern.

## Geographie
Gelegen mitten im Haarstrang und direkt nördlich der Ruhr erstreckt sich das Dorf Neimen.

## Geschichte
Mit dem Gesetz zur Neugliederung des Landkreises Unna wurde es am 1. Januar 1968 ein Teil der Stadt Fröndenberg.

## Einwohnerentwicklung
| Jahr | Einwohner |
| ---- | --------- |
| 1849 | 104       |
| 1910 | 166       |
| 1931 | 231       |
| 1956 | 373       |
| 1961 | 316       |
| 1967 | 295       |
| 1987 | 239       |
| 2010 | 283       |
| 2013 | 362       |

## Wirtschaft
Größter Arbeitgeber war bis 2002 die Firma Kludi Armaturen, in deren Hallen sich die Spedition Huckschlag GmbH seit 2003 befindet.
Im Dorf befindet sich eine Reithalle des Stalles Dahlmann.